# Pseudaneitea ramsayi
Pseudaneitea ramsayi es una especie de molusco gasterópodo de la familia Athoracophoridae. 

## Distribución geográfica
Se encuentra en Nueva Zelanda